# Санела Реджепагіч
Санела Реджепагіч (1971 рік, Зениця — 3 липня 2008, Мілан) — боснійська оперна співачка, меццо-сопрано.

## Біографія
Санела Реджепагіч народилась в Мілані в 1971 році. Вона розпочала навчання в середній школі в класі проф. Бранка Стахуляк, а закінчила в Белграді в класі проф. Доротея Честник-Спасич. У 2002 році закінчила Музичну академію в Сараєво, в класі проф. Паші Гацький. Санела також навчалась у професора Олівера Міляковича.

## Творча діяльність
Співачка дала п'ять сольних концертів у Словенії та Боснії і Герцеговині. Вона виступала у Любляні під час візиту Папи Івана Павла ІІ до Словенії. У грудні 2002 року в Сараєвській філармонії Санела Реджелагіч виступала як солістка, а в квітні того ж року співала з оркестром Гайдна з Італії. У грудні 2002 року вона виступала на концерті в США (штат Нью-Йорк) як представник молодих артистів БіГ в ООН, а в 2003 році — на концерті «Сребрениця — Нью-Йорк» в ораторії «Сребрецьке пекло», композитор Джело Юсіч.
У період 1992 —1997 роках вона була солісткою ансамблю SNG Opera в балеті Любляна (Словенія), де відвідувала оперну студію зі своїм наставником Боженою Главак. В Любляні виконувала ролі: Мерседес в опері Жоржа Бізе Кармен, Флори в опери Верді Травіата, Фенена в опері Верді «Набукко», Пауліна і Маші в опера «Пікова дама» Чайковського.

## Фонд Санели Реджепагіч
У 2009 році батьки та сестра Санели Реджепагіч заснували однойменний Фонд. Головним завданням Фонду є: «… піклуватися про жінок в БіГ, проходити своєчасне профілактичне обстеження на рак молочної залози, своєчасне та якісне лікування та успішну реабілітацію».

## Нагороди
Санела Реджепагіч отримала нагороду на конкурсі молодих музикантів Сербії, а також дві нагороди на рівні колишньої Югославії.